# Gortyna goossensi
Gortyna goossensi là một loài bướm đêm trong họ Noctuidae.